# ديفيد غونزالفيز
ديفيد غونزالفيز (بالإنجليزية: David Gonzalvez)‏ مواليد 29 أكتوبر 1987 في ماريتا، هو لاعب كرة سلة أمريكي. بدأ مسيرته الاحترافية في سنة 2010. يلعب مع ميدي بايرويت في الدوري الألماني لكرة السلة.

## المسيرة الاحترافية
لعب مع نادي دين بوش لكرة السلة في موسم 2013–2014، ثم لعب مع ميدي بايرويت في الدوري الألماني في سنة 2017.

## الإنجازات
- الدوري الهولندي لكرة السلة (2011-12)
- كأس السوبر الهولندية لكرة السلة (2013)
- الدوري النمساوي لكرة السلة (2011)
- الدوري الفنلندي لكرة السلة (2015–16)

## روابط خارجية
- ديفيد غونزالفيز على موقع كرة السلة الأوروبية.كوم (الإنجليزية)
- ديفيد غونزالفيز على موقع كلية كرة السلة في سبورتس رفرنس.كوم (الإنجليزية)
- ديفيد غونزالفيز على موقع ريلجم (الإنجليزية)
- ديفيد غونزالفيز على موقع بروبوليرز (الإنجليزية)